# Колесников, Николай Павлович (генерал)
Николай Павлович Колесников (род. 23 марта 1951 года) — советский и российский военный деятель и инженер, генерал-лейтенант, кандидат военных наук, доктор технических наук, профессор. Начальник ГИЦИУ КС имени Г. С. Титова (2002—2007). 

## Биография
Родился 23 марта 1951 года на хуторе Калинина, Мясниковского района Ростовской области.
С 1968 по 1971 год обучался в Ставропольском высшем военном командном училище связи. С 1971 года служил в системе Командно-измерительного комплекса ГУКОС РВСН СССР, с 1986 года — Управление начальника космических средств МО СССР. С 1971 по 1975 год — начальник телефонно-телеграфной станции и руководитель отделения Колпашевского Научно-измерительного пункта № 12. С 1975 по 1977 год — начальник телевизионного отделения Енисейского Научно-измерительного пункта № 4. С 1977 по 1981 год — начальник отдела радиотехнических средств и заместитель начальника Евпаторийского Научно-измерительного пункта № 16 по связи и телевидению.
С 1981 по 1984 год обучался в Военной инженерной академии имени Ф. Э. Дзержинского. С 1984 по 1990 год —
начальник штаба и начальник Воркутинского Научно-измерительного пункта № 18. С 1990 по 1993 год — начальник 4-го центра Главного испытательного центра испытаний и управления космическими средствами Министерства обороны СССР.
С 1993 по 1995 год обучался в Военной академии Генерального штаба Вооружённых сил Российской Федерации. С 1995 по 2007 год на научно-исследовательской работе в ГИЦИУ КС имени Г. С. Титова (Краснознаменск, Московская область) в должностях: заместитель начальника по научно-испытательной работе, начальник штаба — первый заместитель начальника и с 2002 по 2007 год — начальник этого центра. В 1996 году защитил диссертацию на соискание учёной степени кандидат военных наук, в 2004 году — доктор технических наук, в 2006 году ему было присвоено учёное звание профессор. В 2005 году был избран академиком Российской академии космонавтики имени К. Э. Циолковского. Н. П. Колесников являлся руководителем Научно-технического совета и Диссертационного совета по защите докторских диссертаций ГИЦИУ КС имени Г. С. Титова. Н. П. Колесников являлся членом комиссий различного уровня и принимал непосредственное участие в лётных испытаниях различных космических аппаратов, в том числе таких как МКС, Аракс, Протон-М и системы Бриз-М.

## Награды
- Орден Красной Звезды[1]
- Орден Дружбы[5]
- Орден «За военные заслуги»[1]
- Премия Правительства Российской Федерации в области науки и техники[1]
- Почётный гражданин города Краснознаменска[6]